# Aeroportul Internațional Bryansk
Aeroportul Internațional Bryansk (IATA: BZK, ICAO: UUBP) este un aeroport din Rusia ce deservește zona Breansk. Aeroportul a fost tranzitat în 2017 de 20.444 de pasageri. A fost deschis în 1994 și numit după zona deservită.
Situat la o altitudine de 202 m, aeroportul dispune de 1 pistă.

## Infrastructură

### Piste
Aeroportul dispune de o singură pistă. Pista are orientarea 17L/35R. 